# Korah

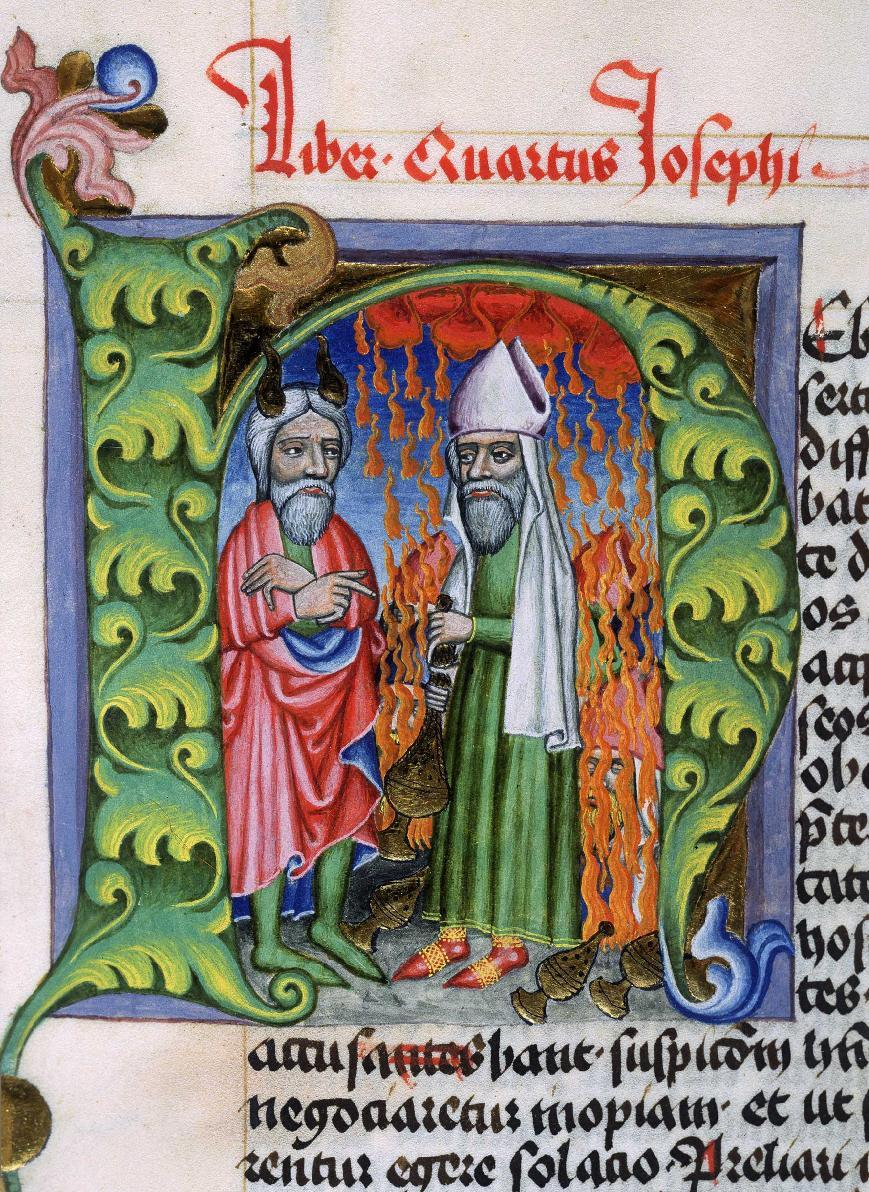
Moise și Korah, miniatură dintr-un manuscris din 1466 (Biblioteca Națională a Poloniei)

Korah sau Kórach (în ebraică קֹרַח) este numele unor personaje biblice, bărbați din Vechiul Testament (Biblia ebraică). În unele traduceri ale Bibliei, numele respectiv apare sub forma „Core” sau „Korak”.

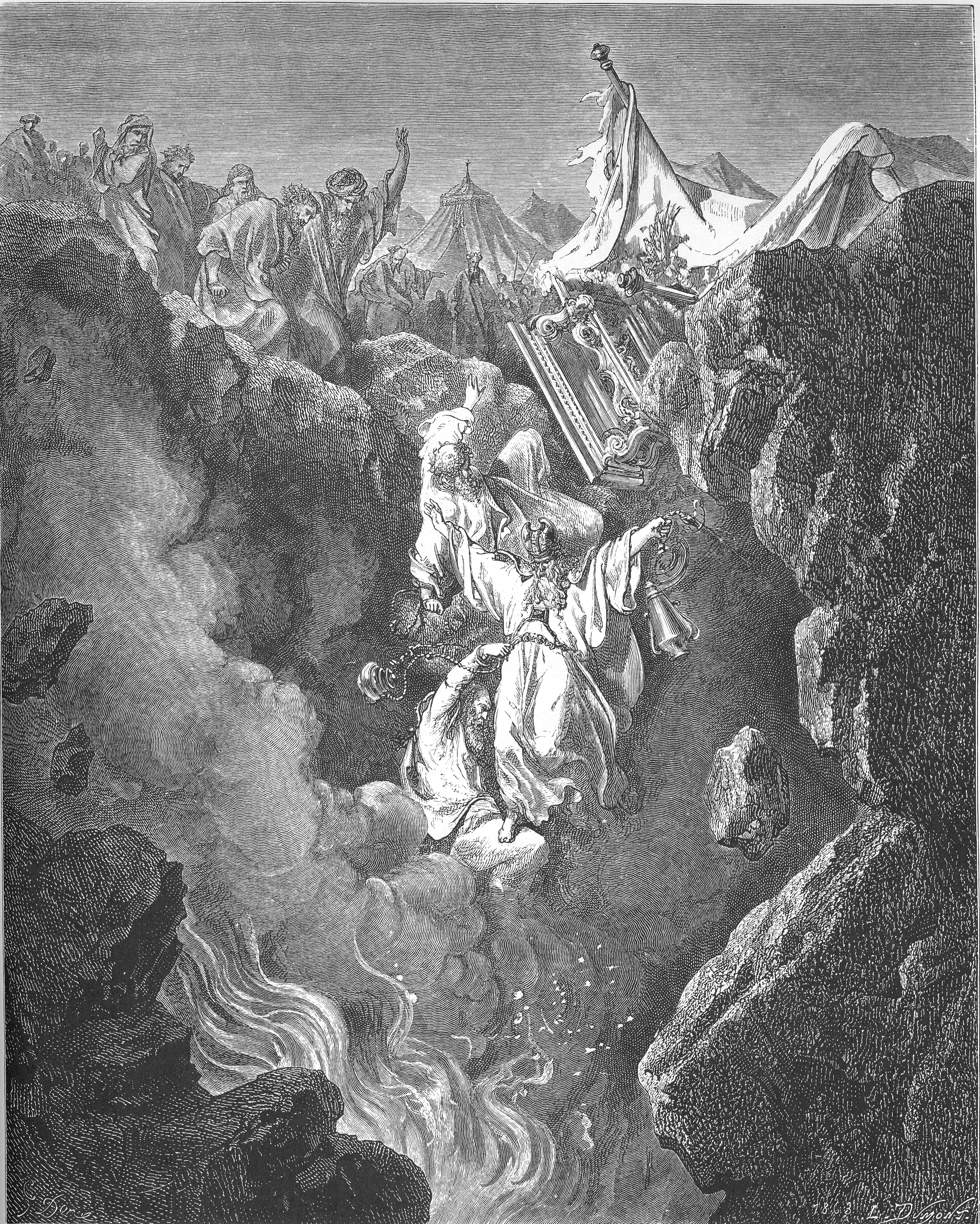
Moartea lui Korah, Dathan și Abiram, de Gustave Doré

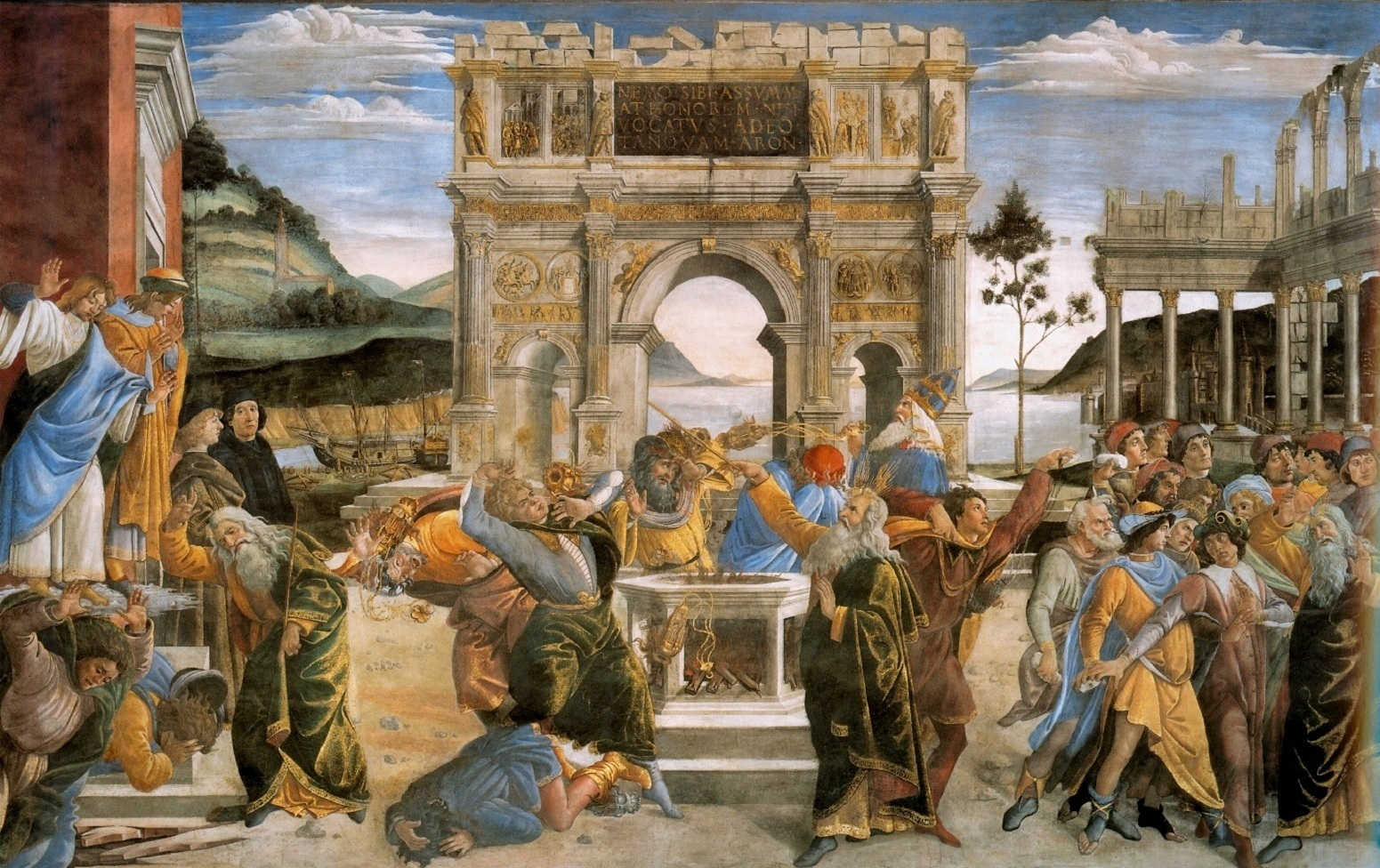
Pedepsirea leviților. Frescă de Sandro Botticelli din Capela Sixtină, 1480-1482

## Fiul lui Izhar
Se referă la levitul care s-a răsculat împotriva lui Moise.